# Artillerieangriff auf Kana
Der Artillerieangriff auf Kana bzw. das Massaker von Kana erfolgte am 18. April 1996 in Kana, einer Ortschaft südöstlich von Tyros, Libanon. Während heftiger Kämpfe zwischen der Israelischen Armee (IDF) und der Hisbollah-Miliz während der Operation Früchte des Zorns wurde ein mit Soldaten aus Fidschi besetzter Posten der UNIFIL-Beobachtertruppe von der israelischen Artillerie mit Granaten beschossen. Etwa 800 libanesische Zivilisten hatten dort Zuflucht vor den Kämpfen gesucht, wovon 106 getötet und etwa 116 weitere verletzt wurden. Vier UNIFIL-Soldaten wurden schwer verletzt. Der Vorfall wird auch als „Massaker von Kana“ bezeichnet, unter anderem von Human Rights Watch, dem Independent und der BBC.

## Hintergrund
Im April 1996 brach ein Waffenstillstand, der zwischen Israel und der Hisbollah im Jahr 1993 ausgehandelt worden war, aufgrund von Verstößen, als mehrere Anschläge durch die Hisbollah auf die israelische Bevölkerung verübt wurden. Während der fünf Wochen des Kampfes zwischen dem 4. März und dem 10. April kamen sieben israelische Soldaten, drei libanesische Zivilisten und mindestens ein Hisbollah-Kämpfer ums Leben. Zusätzlich wurden 16 israelische Soldaten, sieben libanesische und sechs israelische Zivilisten verletzt. Am 9. April erklärte Generalmajor Amiram Levine zu den Verstößen gegen den Waffenstillstand: „Die Einwohner im südlichen Libanon, die der Verantwortung der Hisbollah unterstehen, werden härter getroffen und die Hisbollah wird härter getroffen, und wir werden den Weg finden korrekt und schnell zu handeln.“ Am 11. April, nach anfänglichen Angriffen auf Hisbollah-Positionen, forderte Israel durch Radiostationen der SLA die Einwohner von 44 Städten und Dörfern im südlichen Libanon auf, innerhalb von vierundzwanzig Stunden wegzugehen.
Innerhalb von achtundvierzig Stunden startete Israel die Operation Früchte des Zorns. Am 11. April bombardierte Israel zunächst Hisbollah-Stellungen im südlichen Libanon und Beirut mit Artillerie und später mit lasergesteuerten Raketen. Am 13. April begannen israelische Kriegsschiffe eine Seeblockade gegen Beirut, Sidon und Tyros, Libanons wichtigsten Seehafen. In der Zwischenzeit beschoss die Hisbollah kontinuierlich das nördliche Israel mit Katjuscha-Raketen. Israel fuhr fort, Hisbollah-Einrichtungen zu bombardieren.

## Artilleriebeschuss
Der Konflikt intensivierte sich und tausende von libanesischen Zivilisten versuchten aus dem Gebiet zu fliehen und eine sichere Zuflucht vor den Kämpfen zu finden. Am 14. April hatten 745 Menschen den Posten der Vereinten Nationen in Kana besetzt. Mehr als 800 waren am 18. April dort.
Einem Bericht der Vereinten Nationen zufolge feuerte die Hisbollah am 18. April zwei Katyusha-Raketen und acht Mörsergeschosse Kaliber 29 auf israelische Soldaten in der Nähe der sogenannten Roten Linie (die nördliche Begrenzung der Sicherheitszone) aus einem Gebiet etwa 200 Meter südwestlich und 350 südöstlich des UN-Postens. 15 Minuten später antwortete eine israelische Einheit mit dem Beschuss des Gebietes durch M-109A2-155-mm-Kanonen.
Dem israelischen Militär zufolge wurden 38 Geschosse abgefeuert, zwei Drittel von ihnen waren mit Annäherungszündern versehen, wodurch die Granate über dem Erdboden explodiert (Air-Burst-Munition) und eine erhöhte Splitterwirkung entfaltet. Die Untersuchung der Vereinten Nationen stellte fest, dass 13 Granaten innerhalb oder über dem UN-Posten explodierten und vier sehr nahe zu ihm.

## Reaktionen
Israel drückte sofort Bedauern über den Verlust unschuldigen Lebens aus und erklärte, dass die Hisbollah-Stellung und nicht der UN-Posten das beabsichtigte Ziel des Granatbeschusses gewesen sei und dass der Posten „getroffen wurde aufgrund von inkorrekter Zielnahme, die auf irrtümlichen Daten beruhte“. Der stellvertretende Generalstabschef Matan Vilnai erläuterte, dass die Granaten den Posten nicht deshalb getroffen hätten, weil sie das Ziel verfehlten, sondern weil die israelischen Schützen veraltete Karten des Gebietes verwendet hätten. Er stellte auch fest, dass die Schützen die Reichweite der Granaten falsch berechnet hätten.
Ministerpräsident Schimon Peres behauptete: „Wir wussten nicht, dass mehrere Hundert Menschen in dem Camp konzentriert waren. Es war für uns eine bittere Überraschung.“ Der israelische Generalstabschef Generalleutnant Amnon Shahak verteidigte auf einer Pressekonferenz in Tel Aviv am 18. April den Granatbeschuss: „Ich sehe keine Fehler in der Beurteilung … Wir bekämpften die Hisbollah dort [in Kana], und wenn diese auf uns feuert, dann feuern wir auf sie, um uns zu verteidigen … ich kenne keine anderen Spielregeln, weder für die Armee noch für Zivilisten …“ Sowohl die USA als auch Israel beschuldigten die Hisbollah der Benutzung von menschlichen Schutzschilden, das ist der Missbrauch von Zivilisten um militärische Aktivitäten zu decken, was ein Verstoß gegen die Gesetze des Krieges ist. Der Sprecher des US-Außenministeriums Nicolas Burns stellte fest, die „Hisbollah benutzt Zivilisten als Deckung. Das zu tun ist eine verwerfliche Sache, eine Teufelei.“ und Ministerpräsident Schimon Peres sagte am 18. April: „[Hisbollah] benutzte sie als einen Schild, sie benutzten die UN als Schild – und die UN ließ es zu …“ Rabbi Jehuda Amital, ein Mitglied von Peres’ Kabinett, nannte die Tötungen von Kana ein Unheil in Gottes Namen (chilul hashem).
Die Vereinten Nationen beauftragten den niederländischen Generalmajor Franklin van Kappen, den Zwischenfall zu untersuchen. Er stellte fest:

(a) Die Verteilung der Einschläge in Kana zeigt zwei verschiedene Schwerpunkte, deren Haupteinschlagspunkte etwa 140 Meter voneinander liegen. Zitat: „If the guns were converged, as stated by the Israeli forces, there should have been only one main point of impact“.

(b) Das Muster der Einschläge ist nicht konsistent zu einem normalen Überschießen eines erklärten Zieles (der Mörserstellung) mit ein paar Salven, wie es die israelischen Truppen darstellen.

(c) Während des Granatbeschusses war eine Verschiebung des Feuers von der Mörserstellung zu dem UN-Posten erkennbar

(d) Die Verteilung der Einschlagspunktdetonationen und der Luftexplosionen macht es nicht nachvollziehbar, dass Einschlagzünder und Annäherungszünder in zufälliger Reihenfolge verwendet wurden, wie es durch die israelischen Truppen angegeben wird.

(e) Es gibt keine Einschläge in dem zweiten Zielgebiet, von welchem die israelischen Truppen behaupten, es beschossen zu haben.

(f) Im Widerspruch zu den wiederholten Abstreitungen, waren zwei israelische Helikopter und ein ferngesteuertes Gerät zum Zeitpunkt des Granatbeschusses im Gebiet von Kana. Obwohl die Möglichkeit nicht ausgeschlossen werden kann, ist es unwahrscheinlich, dass der Granatbeschuß des UN-Postens das Ergebnis von groben technischen und/oder Ausführungsfehlern war.

Amnesty International führte vor Ort eine Untersuchung des Zwischenfalles mit Militärexperten durch, befragte das UNIFIL-Personal und die Zivilisten in dem Posten und stellte Fragen an die IDF, die nicht beantwortet wurden. Amnesty schloss, dass „die IDF den UN-Posten absichtlich angegriffen hat, obwohl die Motive dies zu tun unklar bleiben. Die IDF hat es versäumt, ihre Behauptung zu beweisen, dass der Angriff ein Irrtum war. Selbst wenn sie es täte, würde sie immer noch die Verantwortung tragen, so viele Zivilisten getötet zu haben, indem sie es riskierte, einen Angriff so nahe zu einem UN-Posten zu starten.“
Human Rights Watch stellte fest: „Die Entscheidung derjenigen, die den Angriff planten, eine Mischung von hoch-explosiven Artilleriegranaten zu verwenden, einschließlich tödlicher Anti-Personen-Granaten, die dazu entwickelt wurden am Boden maximale Verletzung zu verursachen – und das ständige Feuern solcher Granaten ohne Warnung in großer Nähe zu einer großen Ansammlung von Zivilisten – verstieß gegen ein Schlüsselprinzip des internationalen humanitären Rechts.“
Eine Videoaufnahme, die durch einen UNIFIL-Soldaten gemacht wurde, zeigt eine Drohne und einen Hubschrauber zur Zeit des Beschusses. Uri Dromi, ein israelischer Regierungssprecher, bestätigte, dass eine Drohne in dem Gebiet war, dass diese aber keine Zivilisten in dem Posten entdeckt habe. „Die IAF-Drohne, die auf dem Videoband gezeigt wird, hat das Gebiet nicht erreicht, bevor die UN-Position getroffen wurde und sie war keine operative Komponente in der Zielfindung des israelischen Artilleriefeuers in dem Gebiet. Es gab keine Möglichkeit, dass sie das Camp sehen konnte, speziell an einem wolkigen Tag“, sagte er. „Der Granatbeschuss dauerte von sechs Minuten nach zwei bis 13 Minuten nach zwei. Es war erst um 17 Minuten nach zwei, dass befohlen wurde, nach Kana zu fliegen. Um 21 Minuten nach zwei stellte es erstmals Kontakt mit dem Camp her, aber die Bilder waren wegen der Wolkendecke unscharf. Sie übertrug Bilder von dem Camp erneut um 14:30. Das israelische Video wurde der UN in New York gezeigt … bevor diese ihre Ergebnisse veröffentlichte.“
Am 15. Dezember 2005 reichten Hinterbliebene der Getöteten vor einem Washingtoner Gericht Klage gegen den früheren Generalstabschef Moshe Yaalon wegen seiner Rolle bei dem Zwischenfall ein. Die Klage war durch das Center for Constitutional Rights vorbereitet worden. Yaalon, der in Washington einen Gastlehrauftrag hatte, verweigerte die Annahme der Klagepapiere.
Zu den Klägern gehörten unter anderem die Libanesen Saadallah Ali Belhas und sein Sohn Ali Belhas, die bei der Bombardierung 31 Familienmitglieder verloren. Daher wurde die Klage unter „Belhas gegen Yaalon“ behandelt. Der United States District Court wies diese Klage am 14. Dezember 2006 zurück. Der Richter Paul L. Friedman begründete die Ablehnung damit, dass  Yaalon „volle Immunität“ besitze. Die Beschießung des Lagers geschah im Rahmen Yaalons Pflichterfüllung und waren souveräne Handlungen Israels. Der United States Court of Appeal (Bundesberufungsgericht) des Districts von Columbia bestätigte die Ablehnung der Klage 2008.